# 薩勒龍河
46°35′47″N 00°58′22″E / 46.59639°N 0.97278°E
薩勒龍河是法國的河流，屬於昂格蘭河的左支流，河道全長51.8公里，流域面積150平方公里，平均流量每秒0.92立方米，發源自阿扎勒里，河口處在孔克雷米耶爾和安格朗代之間。

## 外部連結
- http://www.geoportail.fr （页面存档备份，存于）
- The Salleron at the Sandre database